# Зеебом, Ганс-Кристоф
Ганс-Кристоф Зеебом (нем. Hans-Christoph Seebohm; 4 августа 1903 — 17 сентября 1967) — немецкий политик, бывший министр транспорта.

## Образование и профессия
По окончании школы в Дрездене, в 1921 году, Ганс-Кристоф принялся изучать горное дело в Мюнхене и берлинском Шарлоттенбурге. В 1928 году получил диплом горного инженера. В 1928—1931 годах работает по профессии в городе Галле. В 1932 году получает кандидатскую степень с диссертацией по теме «Тектонические исследования земли между Ганновером, Пирмонтом и Минденом».
После 1933 г. занимал руководящие должности в различных горнодобывающих, нефтяных и машиностроительных предприятиях. Так, до 1938 года он был начальником производства шахты «Сосница» и прусского рудника («Preußengrube AG») в Глейвице, а в 1939-м директором шахты «Предприятие Гогенлоэ АГ» («Hohenlohe-Werke AG»). Затем он был председателем наблюдательного совета каменноугольной шахты «Британия АГ» («Britannia-Kohlenwerke AG») в Кёнигсверте. В 1941 году Зеебом выступает соучредителем компании «Egerländer Bergbau AG», основанного на производственной базе чешского горношахтного предприятия в городе Эгер. Специализацией компании был контроль и управление чешским имуществом и оборудованием вплоть до его продажи в собственность государства. Кроме того он был вице-президентом торгово-промышленной палаты Брауншвейга.
В дальнейшем он был председателем ассоциации предприятий нефтяной и машиностроительной промышленности в британской оккупационной зоне.
С 1945 по 1949 годы Зеебом — исполнительный директор нефтеперерабатывающего общества «Дайльман АГ» («Deilmann AG») в Дортмунде, и с 1947 по 1963 — президент торгово-промышленной палаты Брауншвейга.
С 1950 года он, хотя и не был судетским немцем, но его родители долгое время жили в Фалкенау, становится участником правления Судетского немецкого землячества. С 1959 и до самой смерти он был спикером этого общества. Являлся одним из активистов союза переселенцев в Бонне и с 1959 года регулярно выпускал часто критикуемые «Воскресные выступления». С мая 1964 года под давлением федерального правительства он был вынужден воздерживаться от публичного обсуждения правового статуса Судет.

## Партийная принадлежность
После окончания войны Зеебом вступает в нижнесаксонскую земельную партию, которая в 1947 году сменила название на — немецкая партия. В ней он был одним из немногих переселенцев. На переговорах между НП и немецкой консервативной партии, а также с гессенской национал-демократической партией, 1 июля 1949 было принято решение выступать на выборах в бундестаг 1949 года единым блоком, в который бы кроме Зеебома входили бы Адольф Дедекинд, Карл Лауенштайн, Вальтер фон Люде, Ганс-Иоахим фон Меркац, Эрнст-Август Рунге, Генрих Гелльвеге и Фридрих Вилке. И хотя планы были большие, но в конце концов окончились неудачно. Дело в том, что британская военная администрация отреагировала на этот альянс негативно и отказалась выдавать лицензию новому образованию, что делало невозможным участие в выборах.
В 1952 году на федеральном съезде НП в Госларе Зеебом был избран председателем партии.
После 1 июля 1960 года он вышел из рядов НП, чтобы 20 сентября стать членом ХДС. В 1964 году был избран председателем земельного подразделения ХДС в Ганновере. В 1967-м был федеральным казначеем партии.

## Государственные должности
Был членом нижнесаксонского ландтага с 1946 по 1951 год, членом бундестага, как правило, от избирательного округа Харбург-Зольтау — с 1949 года до самой смерти.
С 1946 по 1948 год в нижнесаксонском земельном правительстве Гинриха Вильгельма Копфа был министром строительства, труда и здравоохранения. С 20 сентября 1949 года по 30 ноября 1966 занимал должность федерального министра транспорта, сперва под руководством канцлера Конрада Аденауэра, затем — Людвига Эрхарда, под началом которого на короткое время становится вице-канцлером. После создания Большой Коалиции вернулся к обязанностям министра транспорта. В 1951 году по инициативе Зеебома было создано федеральное ведомство автотранспорта как место централизованного сбора информации об автотранспортных средствах и их руководителях. Чуть позже, в 1953 году, было создано федеральное ведомство гражданской авиации, занимавшееся аналогичными вопросами.
Он пробыл в общей сложности на этом посту семнадцать лет, это рекорд, побитый только Гансом-Дитрихом Геншером из СвДП, который находился в федеральном правительстве в общей сложности 23 года. Но поскольку Геншер на короткое время покидал свой пост, то Зеебом удерживает пальму первенства по продолжительности непрерывного пребывания в должности федерального министра.

## Звания
- Почётный член певческого хора Пражского университета в Мюнхене в 1959 году
- Почётный гражданин Брауншвейга
- Почётный доктор и член учёного совета Брауншвейгского технического университета
- Европейская премия Карла от Судетского немецкого землячества в 1968 году (посмертно)